# Rue Jomard
Pour les articles homonymes, voir Jomard.
La rue Jomard est une voie du 19e arrondissement de Paris, en France.

## Situation et accès
La rue Jomard est une voie publique située dans le 19e arrondissement de Paris. Elle débute au 160, rue de Crimée et se termine rue de Joinville.

## Origine du nom

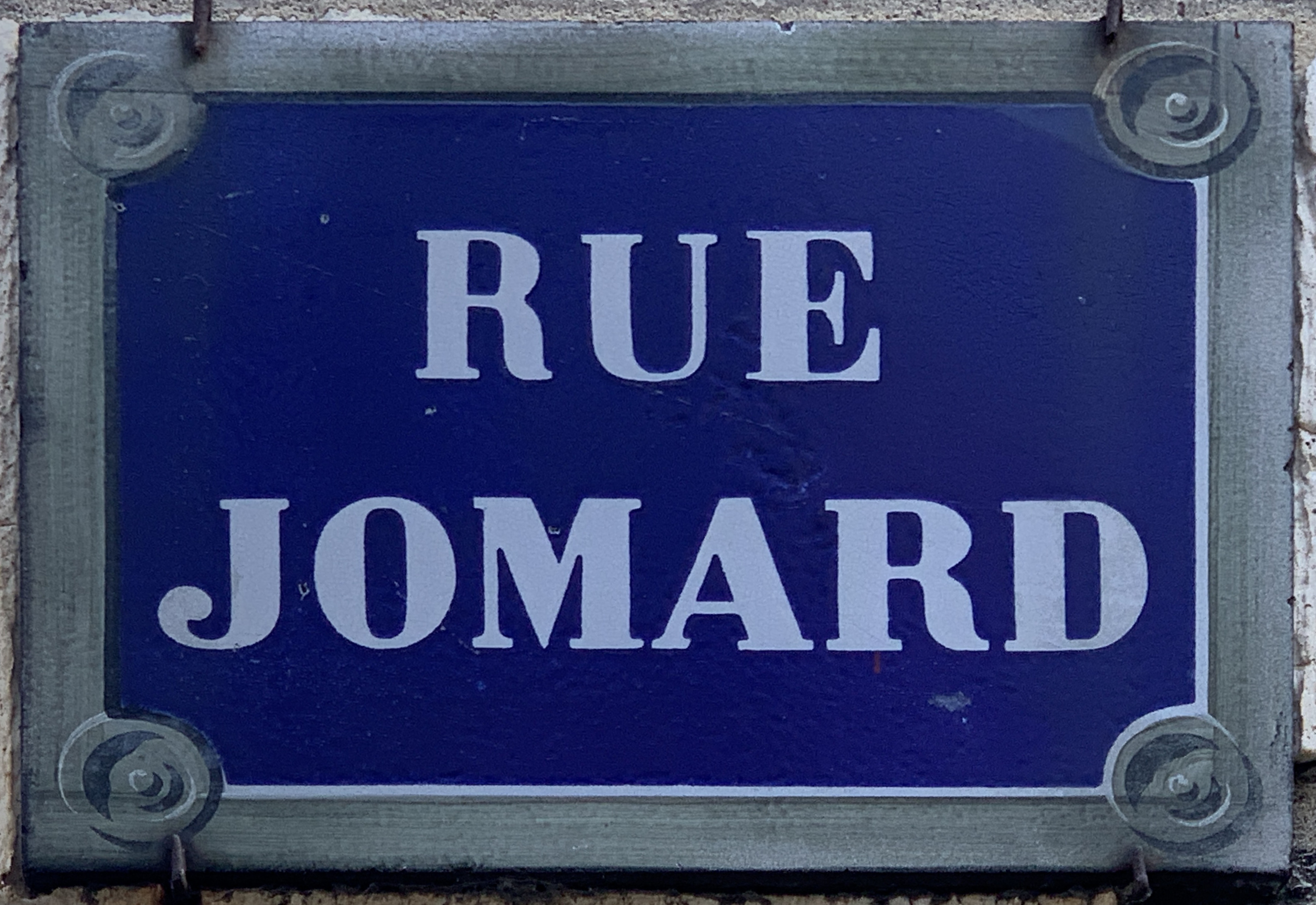
Plaque de la rue.

Le nom de la rue fait référence au ingénieur-géographe et archéologue français, Edme François Jomard (1777-1862).

## Historique
Cette voie, qui était précédemment une voie de l'ancienne commune de La Villette, faisait partie de la place de l'Église formée en 1841.
Classée dans la voirie parisienne par un décret du 23 mai 1863, elle prend sa dénomination actuelle par un décret du 2 mars 1867.

## Bâtiments remarquables et lieux de mémoire
- No 7 : collège Mozart.